# Web operating system
Web operating system o WebOS es un proyecto de investigación de computación que empezó en la Universidad de California, (Berkeley) para desarrollar un programa para aplicaciones abstractas usadas en Internet. Las abstracciones que provee incluyen:
- Un sistema de archivos que identifica la información mediante localizadores uniformes de recursos (URL).
- Un sistema de nombramiento de recursos independiente de la localización.
- Ejecución remota segura.
- Acceso seguro a la información.
- Transacciones libres de error.

La Universidad de Duke, la Universidad de Texas (Austin) y la Universidad de Washington han continuado esta línea de investigación.
Generalmente, el término WebOS ha sido empleado para referirse a una plataforma que interactúa con el usuario a través del navegador web y no depende del sistema operativo. Tales predicciones datan desde mediados de los 90, cuando Marc Andreessen predijo que Microsoft Windows estaba destinado a ser un "pobre conjunto de drivers ejecutándose en Netscape Navigator.". Recientemente, esta tecnología ha suscitado un importante interés gracias a que Google está produciendo una nueva plataforma.
A pesar de la terminología empleada, es necesario destacar que WebOS no resulta consistente con la definición de sistema operativo.

### WebOS
- eyeOS
- universeOS
- Inevio
- YouOS